# Balearic beat
Balearic beat, ook wel afgekort tot balearic, is een stijl binnen de dancemuziek. Het is de benaming voor een aantal invloeden die in diverse subgenres binnen de dance terugkeert. De naam van het genre verwijst naar de eilandengroep waartoe Ibiza behoort. De partycultuur op dit Spaanse eiland heeft sinds de jaren tachtig een grote invloed op de dancescene.

## Kenmerken
Balearic Beat is meer een stijl dan een genre. Het kenmerkt zich door een zomers, episch en dromerig geluid waarbij de luisteraar associaties legt met warme verre landen met hagelwitte stranden en ongerepte natuur. Deze stijl brengt zich tot uiting in meerdere subgenres waaronder house, disco, deephouse, lounge, ambient house, progressive house en trance. Hierbij worden invloeden getrokken uit de rock, Latijns-Amerikaanse muziek, jazz, soul. new age, reggae en dub. Soms wordt de naam balearic als voorvoegsel gebruikt om het geluid van een bepaalde plaat te duiden. Zo worden de namen balearic trance en balearic house gebruikt. De stijl komt niet alleen in de muziek naar voren. Ook de videoclips en het artwork van Balearic Beat-muziek hebben doorgaans een episch design.

## Geschiedenis

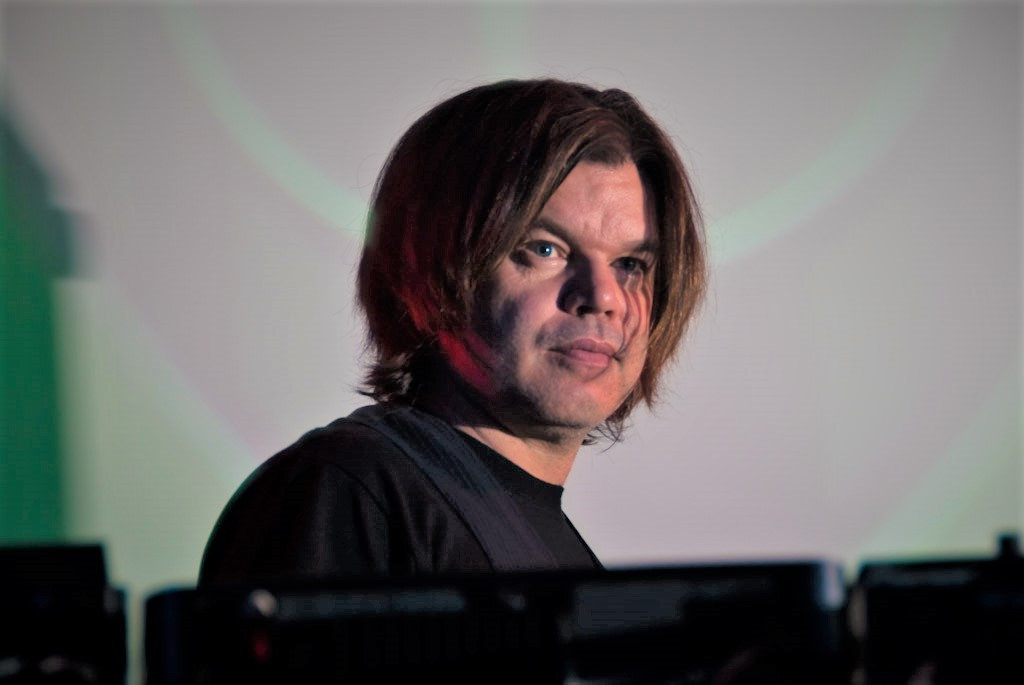
Paul Oakenfold

De oorsprong van balearic ligt in de late jaren tachtig als de Britse dj's Paul Oakenfold en Danny Rampling op vakantie zijn op Ibiza. In de discotheek Amnesia heeft de Argentijnse DJ Alfredo een vaste draaiavond. Hij draait daar vroege house samen met diverse andere pop- en rockplaten. Zijn diverse mix van muziek spreekt het tweetal bijzonder aan. Invloedrijke voorbeelden hiervan zijn Family Man van Fleetwood Mac, On the Beach van Chris Rea en Moments In Love van The Art of Noise. Ook de muziek van Grace Jones en Sade hadden een vormende invloed op het geluid. Na terugkeer in het eigen land besloten ze de stijl mee te nemen en te introduceren in het Verenigd Koninkrijk. Hiervoor openden ze de club 'The Funhouse' in Londen. Dit had aantrekkingskracht op anderen die de clubs op Ibiza hadden meegemaakt.
In 1988 maakte Oakenfold als Electra met Jibaro van de eerste echte danceplaten met balearicgeluid. Ook platen als The Promised Land (1988) van Joe Smooth en If Only I Could (1989) van Sydney Youngblood werden populaire hits in de vroege jaren. De groep A Man Called Adam, die doorbrak met Barefoot In The Head (1990), wist het geluid van Balearic Beat verder uit te werken. In de jaren daarna had het genre ook invloed op nieuwe dancegenres als progressive house en trance.

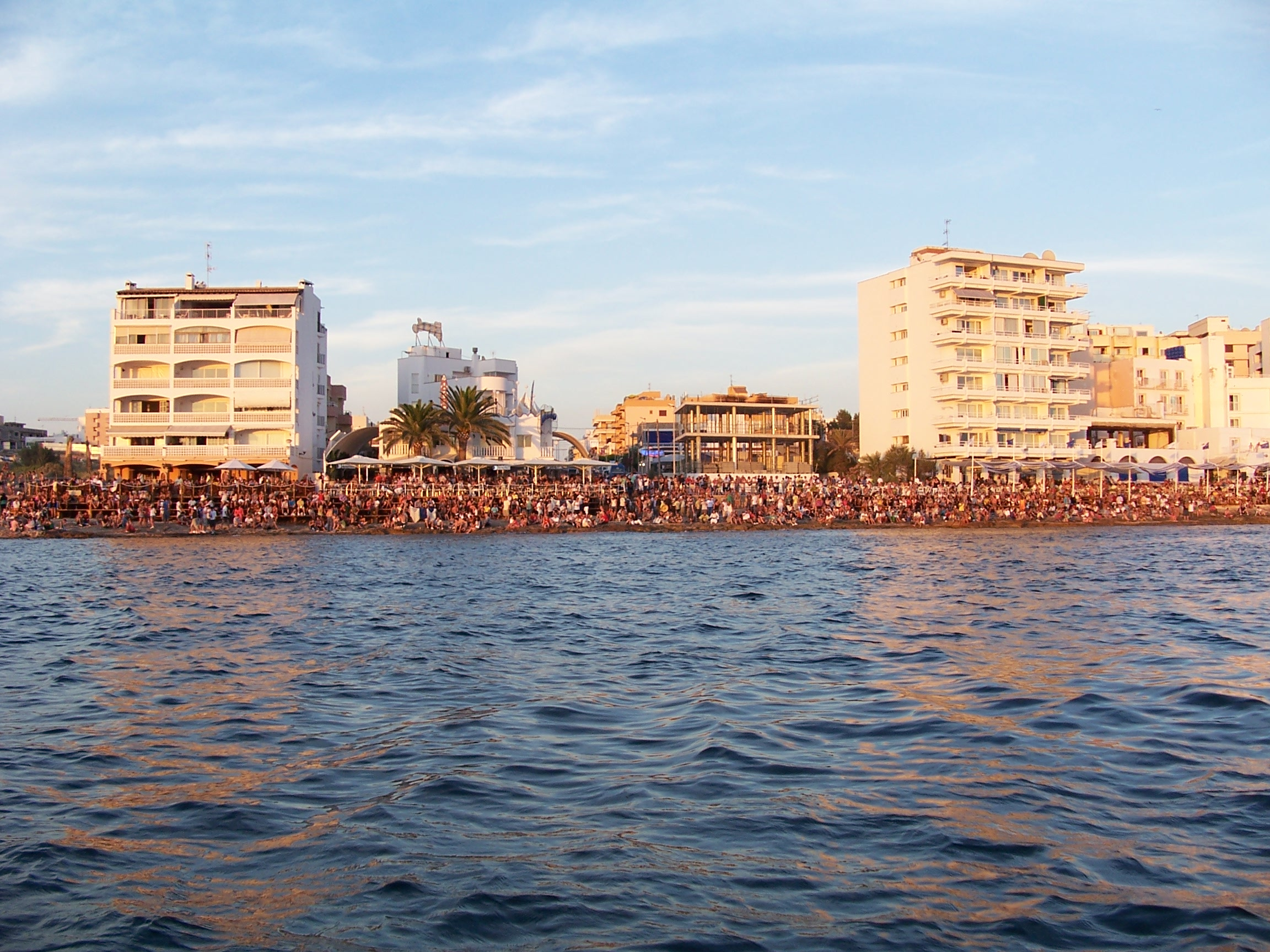
Café del Mar

In 1994 startte Jose Padilla de cd-reeks Café del Mar. Café del Mar is een strandclub op Ibiza die in 1978 werd geopend en bekend staat om de downtempomuziek met balearicinvloeden. Jaarlijks verscheen een nieuwe aflevering met daarop tracks van William Orbit, A Man Called Adam, Leftfield en Afterlife. Deze cd's werden goed verkocht en lieten de muziek zijn intrede doen in diverse horecagelegenheden elders in de wereld. In de late jaren negentig sijpelde het balearicgeluid door in de opkomst van trance, zoals in Offshore van Chicane en For An Angel van Paul van Dyk. Een nieuwe belangrijke impuls voor het genre werden de cd's van Hed Kandi, samen gesteld door Mark Doyle die vanaf 1999 verschenen. Mark Doyle organiseerde zijn eigen Hed Kandi avonden in Ibiza, met als eerste locatie Pacha en later El Divino. De Hed Kandi-cd's werden goed verkocht en zorgden voor een sterke opleving van house met balearicinvloeden. Ook de populariteit van Lounge deed de verkoop van compilaties met het downtempo-balearicgeluid erg goed.
Na 2002 werd de populariteit van de stijl iets minder groot. Desondanks blijven er nog steeds vele compilaties met deze muziek verschijnen en wordt dit nog altijd veel gedraaid in allerlei horecagelegenheden.

## Populariteit
Het balearic-geluid is qua naam niet zo heel bekend bij het grote publiek. Ook de artiesten in het genre zijn niet bijzonder bekend en het aantal grote hits is beperkt. De muziek vindt vooral zijn aftrek op diverse compilatiealbums. Veel liefhebbers zien het vooral als sfeermuziek. Ook in bepaalde discotheken en bars zijn de cd's van Café del Mar en Hed Kandi een onderdeel van de formule. Zodoende is Balearic Beat een genre met een grote groep passieve luisteraars. De muziek is voornamelijk bedoeld om te relaxen en om deze uitstraling te geven mede vanwege de al in de jaren 60/70/80 populaire bestemming voor hen die zich wilden vereenzelvigen met een bepaalde levensstijl en levensvisie.

## Bekende Balearic-platen
Bekende danceplaten
- Electra - Jibaro (1988)
- Joe Smooth - The Promised Land (1988)
- Sydney Youngblood - If Only I Could (1989)
- A Man Called Adam - Barefoot In the Head (1990)
- Brothers In Rhythm - Such A Good Feeling (1991)
- Jam & Spoon - Stella (1992)
- Leftfield - Fanfare Of Life (1992)
- Spooky - Schmoo (1993)
- Sabres Of Paradise - Smokebelch II (1993)
- Sven Väth - L'Esperanza (1993)
- Fire Island - There But For The Grace Of God (1993)
- A Man Called Adam - Estelle (1994)
- Chicane - Offshore (1996)
- Energy 52 - Café del Mar (Three 'N One remix) (1997)
- Nalin & Kane - Beachball (1997)
- Lost Tribe - Angel (1997)
- Three Drives - Greece 2000 (1997)
- Paul van Dyk - For An Angel (1998)
- Karen Ramirez - Looking For Love (1998)
- Isolée - Beau Mot Plage (1999)
- Nightmares on Wax - Les Nuits (1999)
- Chicane - Saltwater (1999)
- Lustral - Everytime (A Man Called Adam remix) (1999)
- Coco Steel & Lovebomb - Yachts (A Man Called Adam remix) (1999)
- Moloko - Sing It Back (Boris Dlugosch remix) (1999)
- Mosquito Headz - El Ritmo (1999)
- DJ Tonka - Don't be afraid (2000)
- Bedrock - Beautiful Strange (2000)
- Ian Pooley - Balmes (2001)
- Kings Of Tomorrow - Finally (2001)
- Snooze - Doremifa Girl (2001)
- Nick Holder - Summer Daze (2001)
- D*Note - Shed My Skin (2002)
- Paul Oakenfold - Southern Sun (2002)
- Sasha - Wavy Gravy (2002)
- Afterlife - Speck of Gold (2004)
- Dr. Kucho! - Lies To Yourself (2004)
- Reflekt - Need To Feel Loved (2004)

Invloedrijke platen
- Sérgio Mendes - Mas que nada (1966)
- The Temptations - Papa Was A Rollin' Stone (1972)
- Elkin & Nelson - Jibaro (1974)
- Fela Kuti - Expensive Shit (1975)
- Kraftwerk - Autobahn (1975)
- Grace Jones - La Vie En Rose (1976)
- Gilberto Gil - Toda Menina Bahiana (1979)
- Pink Floyd - Another Brick In The Wall (1979)
- Bob Marley - Could You Be Loved? (1980)
- Grace Jones - I've Seen That Face Before (1981)
- Blondie - Rapture (1981)
- Marvin Gaye - Sexual Healing (1982)
- Carly Simon - Why (1982)
- Duran Duran - Save a Prayer (1982)
- Rufus & Chaka Khan - Ain't Nobody (1983)
- The Art of Noise - Moments in Love (1984)
- Cyndi Lauper - Time After Time (1984)
- Sade - Hang On To Your Love (1984)
- Tears for Fears - Shout (1985)
- Kate Bush - Running Up That Hill (1985)
- Chris Rea - On The Beach (1986)
- Fleetwood Mac - Family Man (1987)
- Jan Hammer - Crockett's Theme (1987)
- The Cure - Lullaby (1989)

## Artiesten
- Afterlife
- A Man Called Adam
- Goldfish
- José Padilla

## Artiesten beïnvloed door Balearic Beat
- Chicane
- Isolée
- Deep Dish
- Paul van Dyk
- Paul Oakenfold
- Sasha
- Spooky
- Sven Väth
- Kygo